# M20 (ракета)
М20 (англ. MSBS M20) — французская твердотопливная двухступентачатая баллистическая ракета для вооружения подводных лодок. Носителями ракет М20 являлись атомные подводные ракетоносцы типа «Le Redoutable» с 16 ракетами на борту. Создавалась на основе ракет М1/М2.  Принята на вооружение в 1976 году.

## Тактико-технические характеристики
- Стартовый вес: 19 950 кг
- Длина: 10,4 метра
- Диаметр: 1,5 метра
- Головная часть: моноблочная, ядерная боеголовка TN 60 или TN 61, мощностью 1,2 Мт[1]
- Круговое вероятное отклонение (КВО): 1000 метров
- Масса полезной нагрузки: 1000 килограммов
- Максимальная дальность стрельбы: 3200 километров
- Тип двигателя: РДТТ
- Стартовая тяга: 440 кН

## Сравнительная оценка
| ТТХ                        | Поларис A1                | Поларис A2                | Поларис A3                | Р-27                                      | Р-27У                                     | Р-27У                                     | Посейдон C3               | Р-29                                      | M1          | M20         |       |
| -------------------------- | ------------------------- | ------------------------- | ------------------------- | ----------------------------------------- | ----------------------------------------- | ----------------------------------------- | ------------------------- | ----------------------------------------- | ----------- | ----------- | ----- |
| Страна                     | Соединённые Штаты Америки | Соединённые Штаты Америки | Соединённые Штаты Америки | Союз Советских Социалистических Республик | Союз Советских Социалистических Республик | Союз Советских Социалистических Республик | Соединённые Штаты Америки | Союз Советских Социалистических Республик | Франция     | Франция     |       |
| Год принятия на вооружение | 1960                      | 1962                      | 1964                      | 1968                                      | 1974                                      | 1974                                      | 1970                      | 1974                                      | 1972        | 1976        |       |
| Максимальная дальность, км | 2200                      | 2800                      | 4600                      | 2500                                      | 3000                                      | 2500                                      | 4600                      | 7800                                      | 3000        | 3200        |       |
| Забрасываемый вес, кг      | 500                       | 500                       | 760                       | 650                                       | 650                                       | >650                                      | 2000                      | 1100                                      | 1360        | 1000        |       |
| Тип головной части         | моноблочная               | моноблочная               | РГЧ РТ                    | моноблочная                               | моноблочная                               | РГЧ РТ                                    | РГЧ ИН                    | моноблочная                               | моноблочная | моноблочная |       |
| Мощность, кт               | 600                       | 800                       | 3×200                     | 1000                                      | 1000                                      | 3×200                                     | 10×50                     | 1000                                      | 500         | 1200        |       |
| КВО, м                     | 1800                      |                           | 1000                      | 1900                                      | 1300—1800                                 | 1300—1800                                 | 800                       | 1500                                      |             | 1000        |       |
| Стартовая масса, т         | 12,7                      | 13,6                      | 16,2                      | 14,2                                      | 14,2                                      | 14,2                                      | 29,5                      | 33,3                                      | 20          | 20          | 20    |
| Длина, м                   | 8,53                      | 9,45                      | 9,86                      | 9,65                                      | 9,65                                      | 9,65                                      | 10,36                     | 13                                        | 10,67       | 10,67       |       |
| Диаметр, м                 | 1,37                      | 1,37                      | 1,37                      | 1,5                                       | 1,5                                       | 1,5                                       | 1,88                      | 1,8                                       | 1,49        | 1,49        |       |
| Количество ступеней        | 2                         | 2                         | 2                         | 1                                         | 1                                         | 1                                         | 2                         | 2                                         | 2           | 2           |       |
| Тип двигателя              | РДТТ                      | РДТТ                      | РДТТ                      | ЖРД                                       | ЖРД                                       | ЖРД                                       | РДТТ                      | ЖРД                                       | РДТТ        | РДТТ        |       |
| Тип старта                 | сухой                     | сухой                     | сухой                     | мокрый                                    | мокрый                                    | мокрый                                    | сухой                     | мокрый                                    | сухой       | сухой       | сухой |